# Gregarina pterotracheae
Gregarina pterotracheae is een soort in de taxonomische indeling van de Myzozoa, een stam van microscopische parasitaire dieren. Het organisme komt uit het geslacht Gregarina en behoort tot de familie Gregarinidae. Gregarina pterotracheae werd in 1979 ontdekt door Levine.